# Rupt-sur-Moselle
Rupt-sur-Moselle és un municipi francès, situat al departament dels Vosges i a la regió del Gran Est. L'any 2007 tenia 3.560 habitants.

## Demografia

### Població
El 2007 la població de fet de Rupt-sur-Moselle era de 3.560 persones. Hi havia 1.472 famílies, de les quals 464 eren unipersonals (216 homes vivint sols i 248 dones vivint soles), 488 parelles sense fills, 444 parelles amb fills i 76 famílies monoparentals amb fills.
La població ha evolucionat segons el següent gràfic:
Habitants censats

### Habitatges
El 2007 hi havia 1.793 habitatges, 1.524 eren l'habitatge principal de la família, 145 eren segones residències i 124 estaven desocupats. 1.191 eren cases i 542 eren apartaments. Dels 1.524 habitatges principals, 1.036 estaven ocupats pels seus propietaris, 454 estaven llogats i ocupats pels llogaters i 34 estaven cedits a títol gratuït; 42 tenien una cambra, 79 en tenien dues, 246 en tenien tres, 393 en tenien quatre i 764 en tenien cinc o més. 1.132 habitatges disposaven pel capbaix d'una plaça de pàrquing. A 725 habitatges hi havia un automòbil i a 532 n'hi havia dos o més.

### Piràmide de població
La piràmide de població per edats i sexe el 2009 era:
| Homes | Edats   | Dones |
| ----- | ------- | ----- |
| 0     | 95 o +  | 0     |
| 8     | 90 a 94 | 4     |
| 28    | 85 a 89 | 56    |
| 16    | 80 a 84 | 28    |
| 72    | 75 a 79 | 100   |
| 84    | 70 a 74 | 84    |
| 52    | 65 a 69 | 72    |
| 104   | 60 a 64 | 120   |
| 68    | 55 a 59 | 76    |
| 132   | 50 a 54 | 100   |
| 144   | 45 a 49 | 140   |
| 108   | 40 a 44 | 140   |
| 100   | 35 a 39 | 140   |
| 124   | 30 a 34 | 100   |
| 136   | 25 a 29 | 128   |
| 124   | 20 a 24 | 88    |
| 180   | 15 a 19 | 108   |
| 120   | 10 a 14 | 132   |
| 140   | 5 a 9   | 84    |
| 80    | 0 a 4   | 92    |

## Economia
El 2007 la població en edat de treballar era de 2.208 persones, 1.623 eren actives i 585 eren inactives. De les 1.623 persones actives 1.440 estaven ocupades (782 homes i 658 dones) i 183 estaven aturades (80 homes i 103 dones). De les 585 persones inactives 224 estaven jubilades, 191 estaven estudiant i 170 estaven classificades com a «altres inactius».

### Ingressos
El 2009 a Rupt-sur-Moselle hi havia 1.532 unitats fiscals que integraven 3.638,5 persones, la mediana anual d'ingressos fiscals per persona era de 16.185 €.

### Activitats econòmiques
Dels 153 establiments que hi havia el 2007, 4 eren d'empreses extractives, 4 d'empreses alimentàries, 2 d'empreses de fabricació d'elements pel transport, 12 d'empreses de fabricació d'altres productes industrials, 32 d'empreses de construcció, 40 d'empreses de comerç i reparació d'automòbils, 7 d'empreses de transport, 7 d'empreses d'hostatgeria i restauració, 4 d'empreses financeres, 7 d'empreses immobiliàries, 9 d'empreses de serveis, 15 d'entitats de l'administració pública i 10 d'empreses classificades com a «altres activitats de serveis».
Dels 47 establiments de servei als particulars que hi havia el 2009, 1 era una gendarmeria, 1 oficina de correu, 1 una oficina bancària, 2 funeràries, 5 tallers de reparació d'automòbils i de material agrícola, 1 autoescola, 3 paletes, 4 guixaires pintors, 5 fusteries, 9 lampisteries, 3 electricistes, 1 empresa de construcció, 5 perruqueries, 4 restaurants, 1 agència immobiliària i 1 saló de bellesa.
Dels 18 establiments comercials que hi havia el 2009, 2 eren supermercats, 2 botiges de menys de 120 m², 2 fleques, 2 carnisseries, 1 una peixateria, 4 botigues de roba, 1 una botiga d'equipament de la llar, 1 una botiga d'electrodomèstics i 3 drogueries.
L'any 2000 a Rupt-sur-Moselle hi havia 38 explotacions agrícoles que ocupaven un total de 880 hectàrees.

## Equipaments sanitaris i escolars
El 2009 hi havia 2 farmàcies i 1 ambulància.
El 2009 hi havia 1 escola maternal, 2 escoles elementals i 1 escola elemental integrada dins d'un grup escolar amb les comunes properes formant una escola dispersa. Rupt-sur-Moselle disposava d'un col·legi d'educació secundària amb 206 alumnes.

## Poblacions més properes
El següent diagrama mostra les poblacions més properes.